# State of Decay (jogo eletrônico)
State of Decay é um jogo eletrônico de sobrevivência em terceira pessoa ambientando em um mundo aberto e dinâmico durante um apocalipse zumbi. Ele foi desenvolvido pela empresa americana Undead Labs e lançado para Xbox 360 em 5 de junho de 2013 e posteriormente lançado para Windows em 5 de novembro de 2013, após estar disponível no Acesso Antecipado do Steam desde 20 de setembro do mesmo ano. State of Decay põe o jogador no controle de um grupo de sobreviventes no condado fictício de Trumbull Valley, em algum lugar do meio oeste dos Estados Unidos. Eles precisam coletar recursos (comida, remédios, etc) e combater os zumbis enquanto buscam por uma forma de escapar. Foram lançados dois DLCs para o jogo, Breakdown e Lifeline, e em 2 de outubro de 2014 foi anunciado que mais de 2 milhões de cópias do jogo haviam sido vendidas.

## Jogabilidade
State of Decay se foca na sobrevivência de um grupo de pessoas durante um apocalipse zumbi. Para isso, o jogo emprega mecânicas de combate, furtividade, gerenciamento de comunidade, coleta de recursos e construção de bases. O mapa do jogo possui cerca de 16 km² de extensão, com vários locais onde o jogador pode fazer a sua base de sobrevivência. Nela é possível construir estruturas como torre de guarda, cozinha, dormitório, oficina, enfermaria, etc. Outras localidades, chamadas outposts, podem ser criadas para fornecer um local seguro longe da base principal, onde é possível dormir e coletar recursos.
Os recursos são compostos de comida, medicamento, munição, combustível e material de construção. Eles são finitos e para coletá-los é preciso explorar lugares abandonados como residências, farmácias, supermercados e postos de gasolina. Dependendo das estruturas construídas, é possível criar alguns desses recursos na base (por exemplo, construindo um jardim é possível cultivar comida).
No lugar também existem outros grupos de sobreviventes que vivem em suas próprias bases, chamadas no jogo de enclaves. É possível interagir com eles através de missões secundárias como ajudar a repelir um ataque ou procurar um companheiro desaparecido. É possível recrutar esses sobreviventes para o grupo do jogador. Um grupo com muitas pessoas tem maior capacidade de defesa, entretanto também consome mais recursos.
Os zumbis, chamados de zeds no jogo, são numerosos e não podem ser totalmente eliminados, isto é, eles reaparecem mesmo em áreas que já foram "limpas". Existem mutações especiais que se diferenciam dos zumbis comuns como os Selvagens (zumbis bastante ágeis e mortíferos), Gritadores (zumbis que não atacam mas gritam para alertar outros zumbis), Grandalhões (um enorme zumbi mais resistente e forte), Inchados (zumbi com uma barriga enorme que ao explodir solta um gás prejudicial ao inalado) e os zumbis do exército e blindados (são zumbis normais como os outros que apenas usam uma armadura blindada a tiros. A diferença entre os dois é que o zumbi blindado usa uma roupa de guarda e são mais lentos, enquanto os zumbis do exército usam a roupa do exército e são mais rápidos.). É possível enfrentá-los tanto no combate corpo-a-corpo com armas brancas ou a longa distância com armas de fogo. Entretanto, é preciso ter cuidado já que a munição é limitada e armas brancas podem quebrar com o uso.
State of Decay possui um ciclo de dia e noite, com cada período durando mais ou menos uma hora. É importante notar que o jogo continua mesmo quando não está sendo jogado, com várias mecânicas se utilizando do tempo real (por exemplo, uma construção que leve duas horas para ser concluída levará duas horas na vida real para terminar, mesmo que o jogador não esteja mais no jogo).

## História
O jogo começa com os personagens Marcus Campbell e seu amigo Ed Jones que estão voltando de uma pescaria em Mt. Tanner em Trumbull quando são atacados por zumbis. Eles conseguem fugir até a estação do guarda florestal onde resgatam uma soldado chamada Maya Torres em suas imediações. Na estação, Ed Jones é atacado por um zumbi e fica gravemente ferido. Eles encontram um walkie-talkie que usam para se comunicar com uma mulher chamada Lily, que tem uma base montada com um grupo de sobreviventes em um lugar chamado Igreja da Ascensão. O grupo consegue um veículo e viaja até o local, onde se juntam aos sobreviventes. Durante o jogo, diversos eventos e personagens são apresentados. Eventualmente o grupo descobre que o exército está na cidade com um plano de contenção da ameaça zumbi que consiste em selar todas as saídas da cidade. Procurando um jeito de escapar, o grupo encontra o Sargento Tan, que acabou ficando para trás durante a evacuação do exército. Tan ajuda os sobreviventes a conseguir explosivos para derrubar um muro na saída norte da cidade e assim conseguir escapar. Durante a última missão, o grupo consegue sobreviver a horda de zumbis que ataca enquanto tentam explodir o muro e escapar de Trumbull apenas para descobrir que o outro lado também está infectado.

## DLC

### Breakdown
Breakdown, lançado em 29 de novembro de 2013, foi o primeiro DLC para State of Decay e introduz um modo de jogo no estilo "sandbox". Nele, o jogador explora o mapa para coletar recursos e gerenciar sua base, como na campanha original, com a diferença de não haver uma história a ser seguida. Realizando desafios específicos (como por exemplo matar 50 zumbis com fogo) é possível destravar novos personagens jogáveis, cada um com habilidades próprias. Existe um novo veículo de fuga chamado RV que quando reparado permite ao jogador "fugir" para o próximo nível de Breakdown. Ao avançar para o próximo nível o mapa é reiniciado e os zumbis se tornam mais fortes e numerosos.

### LifeLine
Nova experiência de jogo, em um mapa totalmente novo, encarnando os militares, que o objetivo não é apenas sobreviver, e sim resgatar os civis e cientistas da pandemia zumbi.
Godfire: Rise of Prometheus

## Recepção da crítica
State of Decay foi bem recebido pela crítica, ficando com metaescore 79 (PC) e 78 (Xbox 360).